# Caspar Friedrich Wolff
Caspar Friedrich Wolff (Berlino, 18 gennaio 1734 – San Pietroburgo, 22 febbraio 1794) è stato un fisiologo tedesco.

## Teoria sull'origine della vita
Fu il primo assertore in epoca moderna della teoria embriologica dell'epigenesi, da lui esposta nel 1759 nell'opera "Theoria generationis", secondo la quale l'embrione si sviluppa gradatamente, a partire da un germe indifferenziato, con la comparsa successiva di parti dell'organismo nuove per morfologia e struttura. Wolff è dunque in contrasto con la teoria all'epoca prevalente del preformismo, secondo la quale nel germe (uovo o spermatozoo) si trova già precostituito in miniatura, con tutte le sue parti, l'individuo adulto.

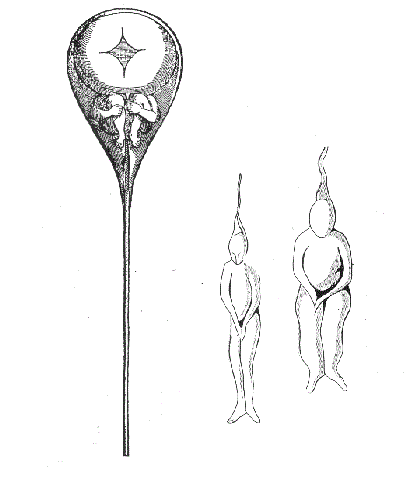
L'embrione preformato all'interno dello spermatozoo, la teoria più quotata all'epoca di Wolff.

## Opere
- Theoria generationis, Halle 1759
- Theorie von der Generation, in zwei Abhandlungen erklärt und bewiesen, Berlino 1764
- De formatione intestinorum, San Pietroburgo 1769
- De leone observationes anatomicae, San Pietroburgo 1771
- Von der eigentümlichen und wesentlichen Kraft der vegetablischen sowohl, als auch der animalischen Substanz, als Erläuterung zu zwo Preisschriften über die Nutritionskraft, San Pietroburgo 1789
- Explicatio tabularum anatomicarum VII, VIII et IX, San Pietroburgo 1801
- Über die Bildung des Darmkanals in bebrüteten Hühnchen, Halle 1812